# Vania King
Vania King (traditionel kinesisk: 金久慈; født 3. februar 1989 i Monterey Park, California, USA) er en professionel tennisspiller fra USA af taiwanesisk afstamning. Hendes forældre flyttede til USA i 1982.